# Euphorbia paradoxa
Euphorbia paradoxa là một loài thực vật có hoa trong họ Đại kích. Loài này được (Schur) Simonk. mô tả khoa học đầu tiên năm 1882 publ. 1883.